# 버진 오빗
버진 오빗 (Virgin Orbit) 은 버진 그룹에 속한 자 회사로서 소형 인공위성 발사 서비스를 제공하는 회사로 2017년에 설립되었다.
버진 오빗은 항공기 발사 플랫폼을 통해 발사한 로켓이 2021년 1월 17일 우주에 도달했다고 발표했다.
'코스믹 걸'(Cosmic Girl)로 불리는 개조된 보잉 747기는 캘리포니아의 모하비 공항에서 이륙하여 2시간여 비행 끝에 태평양 상공에 도달하여 발사용 로켓 '론처원'(Launcher One)을 발사하였고 우주에 도달한 론처원은 미 항공우주국(NASA)의 소형위성 큐브사트(CubeSat) 10개를 성공적으로 궤도에 올려놓았다.
버진 오빗은 2020년 5월 처음으로 론처원을 첫 시험발사 했으나 실패한 바 있다.